# Nicholas Wiseman
Nicholas Patrick Stephen Wiseman (Sevilla, 2 o 3 de agosto de 1802 - Londres, 15 de febrero de 1865), castellanizado como Nicolás Patricio Esteban Wiseman y conocido como Nicholas Wiseman, fue un sacerdote de familia irlandesa que se convirtió en el primer cardenal arzobispo de la arquidiócesis de Westminster con el restablecimiento de la jerarquía católica en Inglaterra y Gales en 1850.

## Orígenes familiares
Su abuelo, el irlandés James Wiseman, estableció una casa comercial en Sevilla. Su padre y su tío, James y Patrick, la llevaron a su máximo esplendor con el nombre de Wiseman and Brothers.
Su padre, James Wiseman, era de Waterford, Irlanda, y se instaló en Sevilla en 1771, donde se hacía llamar Diego. Ocupó durante un tiempo el cargo de vicecónsul inglés en Sevilla. En 1779, como consecuencia de la alianza franco-española, fue obligado a dejar la ciudad, estableciéndose durante dos años en Carmona. Al regresar se casó con la sevillana Mariana Dunphy, hija del comerciante irlandés Ricardo Dunphy. Con ella tuvo cuatro hijas, una de ellas muerta al nacer. Mariana murió en 1793.
Diego regresó con sus tres hijas a Waterford y se casó, en segundas nupcias, en Londres en el 1800 con la gaditana de origen irlandés Francisca Xaviera Strange. Con ella tuvo tres hijos: James, nacido en Inglaterra en 1801, Nicolás, nacido en Sevilla en 1802, y Francisca (conocida como Frasquita), nacida en 1804.

## Biografía

### Sevilla

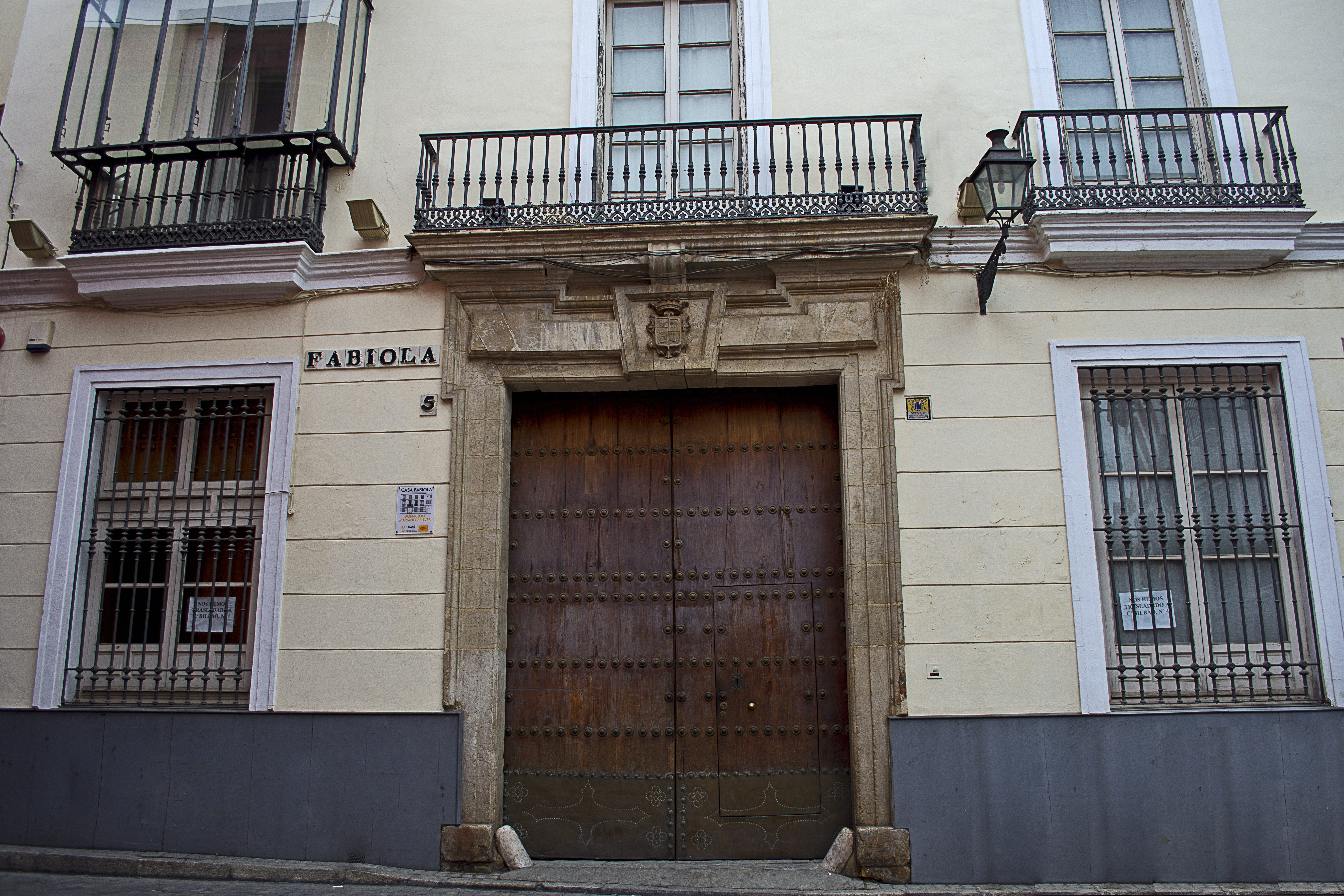
La Casa Fabiola, donde nació Nicholas Wiseman, en la calle Fabiola de Sevilla. Desde 2018 alberga el Museo Bellver.

Nicolás Patricio Esteban Wiseman nació en Sevilla en 1802 en la calle Cruces (en un tramo que en 1865 se llamó calle Fabiola). Fue bautizado el 4 de agosto en la antigua iglesia de Santa Cruz por el fraile irlandés James Ryan, llamado en religión fray Buenaventura de Irlanda. A los pocos días de nacer su madre lo llevó a la capilla de la Virgen de la Antigua de la catedral de Sevilla y lo depositó sobre el altar como una manera de consagrarlo al servicio de la Iglesia y para que quisiera ser sacerdote.
El entonces sacerdote católico José María Blanco White fue confesor de sus hermanas mayores y Nicolás dijo tener recuerdos de él en una carta fechada en 1830.
El padre, Diego Wiseman, falleció el 2 de enero de 1805. La empresa comercial pasó a estar a cargo de su tío, Patrick (españolizado como Patricio), que se hizo cargo de la mujer y los hijos de su hermano. La empresa quebró en 1808, como consecuencia de la situación política que atravesaba España.

### Irlanda
Entre 1808 y 1809 se trasladó con su madre y sus hermanos a Waterford. Entonces Nicolás tenía 6 o 7 años y no sabía decir más de diez palabras seguidas en inglés.
La madre metió a Nicolás y a James en un internado en Aylward's Town, cerca de Waterford. Allí Nicolás aprendió a hablar inglés.

### Inglaterra
En marzo de 1810 la madre mandó a los dos al Colegio de St. Cuthbert, en Ushaw, cerca de la ciudad de Durham. En aquel entonces, el historiador católico John Lingard era vicepresidente del centro y, dos meses más tarde, tuvo que hacerse cargo de la dirección del mismo hasta junio del año siguiente.
En 1814 Nicolás Wiseman visitó Londres con motivo de las fiestas que se celebraban en honor del rey de Prusia y del zar de Rusia por la derrota de Napoleón. Pero la alegría de Wiseman vino sobre todo por la llegada a Inglaterra del cardenal Ercole Consalvi, secretario de Estado del papa Pío VII, que fue el primer cardenal recibido en la corte inglesa desde 1558.
En 1817 su hermano James se fue a trabajar a Madrid con su tío Patricio porque el dinero que llegaba no era suficiente para mantener a Xaviera Wiseman y a sus hijos. En 1818 su hermana Frasquita tuvo que dejar el colegio al que asistía en York e irse con su madre a París, donde podían vivir mejor con menos dinero. Los negocios de Patricio fueron a peor y en 1822 le dijo a su cuñada que ya no le podía mandar más dinero.

### Roma
El 18 de diciembre de 1818 Nicolás Wiseman llegó con otros cinco alumnos de Ushaw a Roma para conformar el primer curso que residía en el Venerable Colegio Inglés de Roma tras permanecer abandonado desde la ocupación de la ciudad por parte de Napoleón en 1798. Al día siguiente llegaron cuatro alumnos más del Colegio de St. Edmund de Londres.
El 24 de diciembre los seis alumnos de Ushaw fueron recibidos por el papa Pío VII en el palacio del Quirinal. No pudieron ir los cuatro de Londres porque no hubo tiempo de preparar sus uniformes. En el colegio se conserva un cuadro de la época en el que está el papa con los alumnos, acompañado del rector Robert Gradwell y del cardenal Consalvi.
Los alumnos residían en el Colegio Inglés y se desplazaban a recibir clases en el Colegio Romano.
El Domingo de Resurrección de 1819 los alumnos acudieron la misa en la Basílica de San Pedro, donde tuvieron ocasión de ver nuevamente al papa. También fueron a ver en la Plaza de San Pedro la procesión del Corpus Christi, donde se encontraron nuevamente con el sumo pontífice. En Inglaterra ese tipo de procesiones estaban prohibidas y era la primera vez que Nicolás veía una desde su salida de Sevilla.
Para las vacaciones de agosto y las de la Pascua de Resurrección, el Venerable Colegio Inglés tenía un inmueble en el monte Porzio, en los Montes Albanos.
Wiseman recibió las órdenes menores a finales de 1820. Antes de la ordenación tuvo que prestar un juramento para dedicarse al servicio de la Congregación de Propaganda en la Misión inglesa.
Tuvo su primera audiencia con León XII el 26 de enero de 1824. Wiseman le explicó que todos sus protectores ya habían fallecido y que pedía que él fuese su nuevo protector y el nuevo papa aceptó.
El 7 de julio de 1824 obtuvo el doctorado en Teología. Al día siguiente León XII recibió a Wiseman y el papa le animó a perseverar en sus estudios, sobre todo de la Sagrada Escritura y de los Padres de la Iglesia.
Ese año el rector Gradwell le dio un permiso para visitar a su madre, que entonces residía con su hermana en Versalles. En 1826 su familia tuvo que trasladarse a Blois, donde el alquiler era más económico.
El 18 de diciembre de 1824 Wiseman fue nombrado subdiácono y en enero de 1825 diácono. Fue ordenado sacerdote en la capilla del Colegio Inglés el 10 de marzo de 1825 de manos del cardenal Plácido Zurla. A partir de entonces contará con unos ingresos que le permitirán ayudar económicamente a su familia.
Tras su ordenación se dedicó intensamente al estudio del Antiguo Testamento en siríaco, que se encontraba en la biblioteca vaticana, y al cual le dio acceso el cardenal Angelo Mai. En 1827 publicará una gramática en ese idioma, Horae Syriacae, que fue alabada por profesores de lenguas orientales de las universidades de Bonn, Múnich, Berlín y Viena, así como por el arzobispo anglicano de Salisbury y por el profesor Johann Joseph Ignaz von Döllinger.
Acudió en audiencia al papa León XII para pedirle que la cátedra de Siríaco de la Universidad de Roma La Sapienza se ofertara según lo dispuesto en su bula Quod divina Sapientia, con una competición pública. Volvió a tener otra audiencia con el pontífice para advertirle de que la plaza se había ofrecido secretamente sin respetar aquella condición, por lo que el papa tuvo que anular el nombramiento. Finalmente, Wiseman fue nombrado catedrático de Siríaco de esta universidad.
En 1827, pese a tener tan solo 25 años de edad, fue nombrado vicerrector del Venerable Colegio Inglés.
El número de cristianos ingleses que iban a Roma aumentaba y León XII propuso a Gradwell y a Wiseman que se organizasen conferencias para ellos en la Iglesia de Jesús y María. Gradwell se encontraba entonces ocupado y la tarea recayó sobre Wiseman. Este proyecto duró cuatro años. Nicolás invitó también a otros oradores, como a George Errington y al obispo Peter Augustin Baines. Algunos sermones de Wiseman de esta etapa fueron impresos y se conservan: sobre el arrepentimiento (9 de diciembre de 1827), el amor de Dios (febrero de 1828), el reino de Cristo (20 de diciembre de 1829) y la conversión de San Pablo (25 de enero de 1830). Estos fueron los comienzos de Wiseman como orador sagrado.
El 20 de octubre de 1827 León XII visitó a los alumnos en el Monte Porzio. En el inmueble se colocó una lápida conmemorativa del hecho que, tras la venta de la propiedad en 1917, fue trasladada al colegio. El papa tuvo otro gesto con los estudiantes, cuando el Sábado Santo de 1828 les envió un ternero cebado y adornado.
Nicolás Wiseman fue nombrado rector en 1829, pasando a ser su vicerrector su amigo Errington.
La primera audiencia que tuvo Wiseman con el papa Pío VIII fue en 1829 para comunicarle la aprobación por el parlamento inglés del Acta de Ayuda Católica, que fue parte del procesión de emancipación católica en Gran Bretaña e Irlanda. Esta buena noticia fue celebrada en el Colegio Inglés con la iluminación de la fachada, un Te Deum y un banquete.
Entre 1830 y 1834 tuvo una crisis de fe, que coincidió con problemas de salud.
El papa Gregorio XVI envió a Wiseman a Inglaterra para que mediase en un conflicto entre los benedictinos de Downside y el obispo Baines. Esta estancia tuvo lugar de septiembre a diciembre de 1832. En este periodo visitó Prior Park, una propiedad que Baines había comprado cerca de Bath.
En 1833 Wiseman recibió en el colegio la visita de John Henry Newman y Richard Hurrell Froude. Newman, entonces anglicano, quería saber la posición de la Iglesia católica con respecto a la anglicana y sobre si se podía volver a una situación anterior a la del Concilio de Trento. Wiseman le explicó que lo establecido en Trento era irreformable, porque ni el papa ni un nuevo concilio pueden alterar lo anteriormente definido y que la comunión entre las iglesias católica y anglicana era imposible si no se aceptaban las definiciones de Trento. A partir de ese momento, Newman se esforzará por encontrar una interpretación de los artículos de fe de la Iglesia anglicana que fuese compatible con las definiciones del Concilio de Trento.
En 1834 encargó que una serie de antiguos restos del Colegio Inglés fuesen expuestos en la entrada del mismo. En la actualidad, estos restos continúan expuestos junto a un busto de Nicolás Wiseman.
En 1834 Baines fue a Roma para exponer a la Congregación de Propaganda sus planes para crear en Prior Park una universidad católica. A Gregorio XVI le parece bien que Wiseman viaje a Inglaterra para ver si es posible establecer dicho centro.
En 1835 dio en el Palacio Chigi-Odescalchi, residencia del cardenal Weld, doce extensas conferencias cuaresmales que fueron publicadas en 1836 en Londres con mucho éxito con el título Sobre la conexión entre ciencia y religión revelada.
En mayo de 1835 su hermana Frasquita encontró marido: el conde Andrea Gabrielli, de Fano. La boda tuvo lugar el 6 de mayo en Roma en la capilla privada del cardenal Weld, que es quien ofició la ceremonia. Nicolás y su madre fueron a Fano el 31 de mayo y pasaron unos días junto a Frasquita en su nueva residencia. Mientras tanto, su hermano James se encontraba en Milán, donde daba clases de francés, inglés y español.
Wiseman pasó por Múnich, donde se entrevistó con el historiador Döllinger, y por París, llegando a Londres el 14 de julio de 1835. En agosto se marchó a Prior Park, donde resultó desencantado. Baines no parecía saber dirigir una universidad ni tampoco aceptaba los consejos de nadie. También escasea el dinero. Además, en su opinión, aquello parece más un colegio laico que una institución religiosa.
Tras pasar unos días de reflexión en Londres, decidió recorrer el país y visitar con detenimiento la ciudad de Birmingham y su cinturón industrial, que era uno de los destinos más frecuentes de los emigrantes irlandeses. Por el camino paró en Alton Towers, la residencia de los bienhechores de la Iglesia católica lord y lady Shrewsbury. Allí se desahoga de sus impresiones en Prior Park, lo que le granjeará la enemistad de Baines.
En noviembre de 1835 regresó a Londres, donde el capellán de la embajada del reino de Cerdeña le pidió que lo sustituyese por un viaje que tenía que realizar y Wiseman aceptó. Predicaba todos los domingos en la embajada y, durante el Adviento, organizó una serie de conferencias en inglés dos veces a la semana sobre las principales doctrinas católicas. El vicario de Londres, sorprendido por el éxito de Wiseman, le invitó a que predicase en la iglesia de Santa María en Moorfields, que entonces era el templo católico más espacioso de la ciudad. Pronto empezaron a circular versiones tergiversadas de estas conferencias y Wiseman se vio obligado a publicar las originales en 1836 con el título Conferencias sobre las principales doctrinas y prácticas de la Iglesia católica.
En 1836 también publicará La presencia real del Cuerpo y la Sangre de Cristo en el Santísimo Sacramento de la Eucaristía, probada con la Escritura.
En la publicación British Critic aparecieron dos comentarios escritos sobre las conferencias de Wiseman. Uno de ellos era de John Henry Newman, y decía lo que más tarde elaboraría más detenidamente en su Tratado 90: que el catolicismo profesa grandes verdades que pueden llevar a muchos clérigos anglicanos y a disidentes del anglicanismo a aceptarlas como tales. El otro comentario, del doctor Turton, de Cambridge, ataca duramente la doctrina católica sobre la Eucaristía.
En 1836 el abogado católico y periodista Michael Quin fundó la revista cuatrimestral Dublin Review. Para la misma, buscó la colaboración del político irlandés Daniel O'Conell y de Nicolás Wiseman. La revista debía presentar al público inglés en general, no solo a los católicos, temas variados relacionados con la religión. Wiseman colaboró con la revista estando en Londres, desde Roma, y cuando se estableció definitivamente en Inglaterra a partir de 1840. Escribió sobre temas diversos, desde la teología y los estudios bíblicos hasta la historia, la filología y el arte.
En septiembre de 1836 Wiseman regresó a Roma.
Al regresar de Inglaterra pasó unos días en el inmueble del monte Porzio para reflexionar sobre el viaje que acaba de realizar. Contaba con el apoyo y el afecto del anciano obispo Thomas Walsh, del vicariato central de Inglaterra.
En esta última etapa como rector del Colegio Inglés, los jueves por la tarde, día de descanso, se llevaba a los alumnos a las iglesias, catacumbas y museos de Roma y les explicaba personalmente la historia y el arte de la Iglesia y de la ciudad. Muchas veces actuaba de organista en la capilla. También escribía breves obras de teatro para que las representasen los alumnos.
En estos años era ya un hombre más obeso. El paso de los años y las enfermedades, sobre todo la diabetes, acentuaron esta característica el resto de su vida.
Los jesuitas querían hacerse con el control del colegio y Gregorio XVI lo visitó en febrero de 1837 para ver qué opinaban allí. Los colegiales y los superiores se opusieron.
En el verano de 1837 se declara en Roma y sus alrededores una epidemia de cólera. Wiseman ofreció el colegio como hospital y los estudiantes se trasladaron al inmueble del monte Porzio, donde se pusieron a disposición del pueblo para luchar contra la epidemia.
En el otoño de 1837 él y los alumnos realizaron los ejercicios espirituales de san Ignacio de Loyola. A partir de este momento, Wiseman se convirtió en alguien más espiritual y pronto empezó a divulgar estos ejercicios y las misiones populares.
En 1837 vinieron, con carta de presentación de Newman, James, yerno de Wilberforce, acompañado de Borden, biógrafo de Gregorio VII. En diciembre de 1838 llegaron William Ewart Gladstone y Henry Edward Manning. Con Gladstone se entrevistó dos veces, una en el colegio y otra en su residencia en Roma, y hablaron del Movimiento de Oxford, que le interesaba a ambos.
Animado por Gregorio XVI, en el verano y el otoño de 1839 Wiseman se dedica a la predicación por Inglaterra.

### Regreso a Inglaterra
Baines, previendo el ascenso episcopal de Wiseman, intentó sin éxito que fuese destinado al norte de Inglaterra, lejos de los centros de influencia. El 22 de mayo de 1840 fue nombrado obispo titular de Milopotamus y vicario coadjutor del distrito central, asignado a Walsh, como este había pedido reiteradamente. Con este cargo, también sería presidente Colegio de Santa María de Oscott, el mayor competidor del Prior Park de Baines. Nicolás Wiseman fue consagrado obispo por el cardenal Giacomo Filippo Fransoni en la capilla de los Mártires del Colegio Inglés el 8 de junio de 1840.
Tras la elevación de Wiseman al episcopado, J. R. Herbert pintó un retrato de él que se conserva en el Colegio Inglés.
Wiseman pensaba que el Colegio de Oscott sería el punto de encuentro de los anglicanos que irían a la Iglesia católica en masa. Finalmente, no ocurrió así. Pero al menos sirvió como primer lugar de acogida algunos conversos.
El 21 de junio de 1841 el obispo Walsh consagró la nueva catedral de San Chad, en Birmingham. El 23 de junio se celebró la primera misa, presidida por Walsh y predicada por Wiseman.
En 1842 Wiseman viajó a Roma para explicar a la Congregación de Propaganda y al cardenal Charles Januarius Acton la marcha de las conversiones. Estas se producían con lentitud, no llegaba la esperada conversión masiva y las conversiones eran miradas con recelo por los vicarios y los católicos de siempre.
Ralph W. Sibthorpe, del Colegio de la Magdalena de Oxford, tomó la decisión de convertirse al catolicismo tras presenciar las ceremonias litúrgicas de Oscott. Luego pidió ser ordenado sacerdote y lo consiguió con la ayuda de Wiseman, siendo destinado en 1841 a la catedral de San Chad. Sin embargo, en 1843 dejó el catolicismo, dejando a Wiseman desolado.
Después de cuatro años como obispo coadjutor en Birmingham el obispo Walsh le recomendó que se tomase un tiempo descanso. Entonces decidió viajar a Sevilla. Llegó primero a Cádiz, donde pasó una semana en casa de una mujer de su familia apellidada Stanley, y se relacionó con las familias irlandesas que quedaban en la ciudad dedicadas al comercio. Dijo misa diaria en la iglesia de San Francisco y habló con el obispo, Domingo de Silos Moreno, que le informa del "trato abominable sufrido por la Iglesia a manos de gobiernos liberales".
Llegó a Sevilla poco antes de la Navidad. Entabló una buena amistad con Fernando de la Puente y Primo de Rivera, párroco de la iglesia de San Miguel y catedrático de la Universidad de Sevilla. Se volvieron a encontrar en Roma en 1854, por la promulgación del dogma de la Inmaculada, y en 1862, con motivo de la canonización de los mártires de Japón. También entabló amistad con el deán Manuel López Cepero.
El 27 de diciembre de 1847 escribió:

Aquí estoy de nuevo en la ciudad donde nací después de cuarenta años de ausencia, y sin embargo ese prolongado espacio de tiempo no parece haberme convertido en un extraño. En todas partes encuentro personas, clérigos y laicos, que me dan la bienvenida como sevillano y que recuerdan perfectamente a mi familia, que me inundan de amabilidades y hacen todo lo posible para que mi breve estancia aquí sea agradable y provechosa.

Wiseman quedó impresionado por el proceso de desamortización que había tenido lugar en España. Escribió dos artículos dedicados a España para la revista Dublin Review utilizando las muchas notas que tomó durante el viaje y los libros que le regalaron o que compró.
Estando en Sevilla visitó la catedral, el Museo de Bellas Artes, el Hospital de la Caridad, la Casa Cuna, la Universidad, el Colegio de San Miguel y algunos conventos de monjas, entre los cuales está el de San Leandro, donde reza por su padre y sus dos hermanas mayores, enterrados allí. Visitó también la nueva iglesia de Santa Cruz y la iglesia de San Miguel.
El alcalde José Joaquín de Lesaca encargó al pintor José María Romero que pintase un cuadro de Wiseman, que se conserva en la casa consistorial (en 1850 el cuadro fue reformado, cambiándose las ropas de obispo por las de cardenal), y pidió a la Universidad que le nombrase doctor en Teología, lo cual le fue concedido. En agradecimiento por el doctorado, ya estando en Inglaterra, envió a la Universidad de Sevilla ejemplares de sus libros dedicados con la siguiente frase: "A la biblioteca de su querida patria, el autor sevillano".
Wiseman partió de Sevilla a finales de enero en dirección a Écija, donde tenía algunos familiares. Posteriormente viajó a Córdoba, donde visitó la catedral, y a Granada, donde visitó la Alhambra. En febrero de 1845 Wiseman embarcó en Cádiz de regreso a Inglaterra.
Newman, por su parte, desde finales de 1844 llevaba una vida retirada en Littlemore y rezaba diariamente en Breviario Romano. En septiembre de 1845 Wiseman envió a aquel lugar a Bernard Smith, otro converso, para que tratase de conseguir alguna información sobre los planes futuros de Newman, aunque no sacó nada de ello. El 8 de octubre Newman se convirtió definitivamente ante el pasionista italiano Dominic Barberi. El 31 de octubre Newman fue a Oscott para ser confirmado por Wiseman. Lo hizo ante diez antiguos clérigos anglicanos que también se habían convertido al catolicismo.
Nicolás Wiseman puso a disposición de Newman y de otros conversos un edificio del colegio para que les sirviera de residencia. A aquel lugar Newman le puso el nombre de Maryvale.
En 1846 Pío IX, después de haber recibido a Wiseman y al obispo James Sharples, tomó la decisión de restituir la jerarquía en Inglaterra. El papa decidió mandar a Wiseman como emisario suyo ante el gobierno inglés y, para darle más autoridad, le nombró pro-vicario de Londres, es decir, vicario interino. Wiseman elaboró un informe para lord Palmerston en el que mencionaba las reformas que estaba aplicando el papa: liberación de presos nacionalistas italianos, revisión del código penal, la formación del primer consejo de ministros y la construcción de un ferrocarril.
Ese mismo año de 1846 Newman se marchó a Roma, por consejo de Wiseman, a estar bajo el amparo de la Congregación de Propaganda, en la que fue ordenado sacerdote el 30 de mayo de 1847. Wiseman le recomendó que se dedicase a establecer la Congregación del Oratorio de San Felipe Neri en Birmingham, cosa que hizo.
Por estas fechas se debatió en la Cámara de los Lores el restablecimiento de relaciones diplomáticas con la Santa Sede. Los irlandeses escribieron un memorial en contra por miedo a que esto fuese una estrategia par controlar a los católicos. También escribió un memorial en contra el semanario The Tablet, dirigido por Frederick Lucas. Wiseman escribió un memorial a favor, diciendo que los que piensan que el papa y los pastores iban a ser manipulado por un gobierno protestante estaban equivocados. El proyecto fue aprobado por el parlamento británico en 1848 pero no llegó a tener efecto porque la cláusula sobre el carácter no eclesiástico de los nuncios no fue aceptada por el papa.
El 4 de julio de 1848 Wiseman consagró la catedral de San Jorge, el templo mayor de Inglaterra. Estuvieron presentes catorce obispos, cuatro de ellos venidos de Francia, y unos doscientos cincuenta sacerdotes. El interés de Wiseman por el nuevo templo se muestra en que dio una misa y también predicó, cuando la costumbre de la época era que el que oficiaba la misa y el predicador fuesen distintos.
En noviembre de 1848 el papa tiene que huir de Roma, se declaró la República Romana y entraron los nacionalistas italianos Manzini y Garibaldi. Wiseman se puso en contacto con lord Palmerston para asegurar que los revolucionarios no se apoderasen del Venerable Colegio Inglés, que dependía de los vicarios ingleses. Finalmente, ni el Colegio Inglés, ni la residencia del monte Porzio, ni los colegiales fueron turbados.
En 1848 Walsh fue nombrado vicario apostólico del distrito de Londres. En 1849 Walsh murió y Wiseman pasó a ser el nuevo vicario de Londres.
El papa regresó a Roma en 1850.

#### Cardenal y arzobispo de Westminster

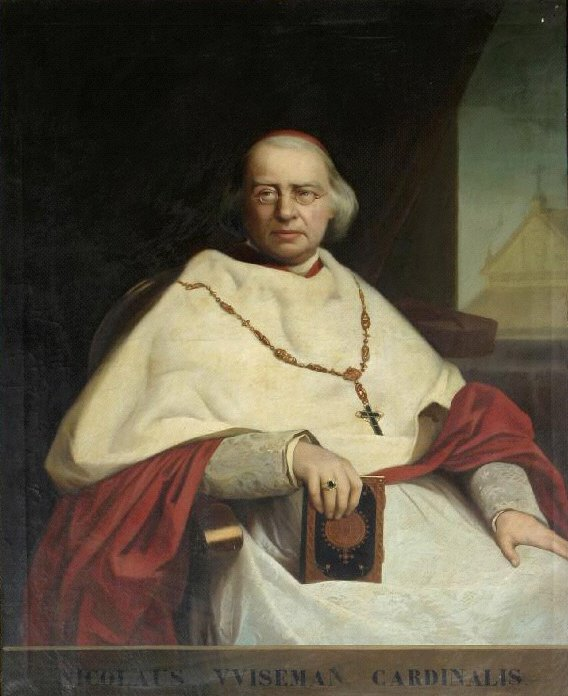
Retrato del cardenal Wiseman (c. 1865-1866), por Eduardo Cano (Universidad de Sevilla).

En abril de 1850 fue informado de que iba a ser nombrado cardenal, lo que le hizo pensar que sucedería a Acton como cardenal inglés residente en Roma, lo cual no deseaba. Llegó a Roma el 5 de septiembre. El 29 de septiembre se publicó la bula de restauración de la jerarquía, en la cual Wiseman es nombrado arzobispo de la sede primada de Westminster y el 30 de septiembre Wiseman fue nombrado cardenal.
El 7 de octubre envió una carta pastoral que debía ser leída en todas las iglesias de Londres, con el título Desde la puerta Flaminia de Roma, en la que anunciaba el restablecimiento de la jerarquía católica que había Inglaterra después de tres siglos. Esta carta fue considerada como una provocación. En aquel entonces seguían muy vivos los sentimientos antipapistas de la mayoría anglicana y el Times consideró la medida como una agresión papal. Además, el título de arzobispo de Westminster se interpretó como una osadía por querer convertir aquel distrito real, que ya contaba con su abadía anglicana, en la sede inglesa del papismo. La medida y la carta pastoral provocaron manifestaciones masivas de los protestantes por Londres y la quema de imágenes del papa y del cardenal Wiseman el 5 de noviembre, día de la conocida conspiración de la pólvora.
De camino a Londres, Wiseman escribió un folleto de 32 páginas titulado Una apelación a la razón y a los buenos sentimientos del pueblo inglés sobre el asunto de la jerarquía católica. En él se explica que no se trata de ninguna agresión contra la soberanía de la reina y del pueblo inglés, recuerda que la posición de los católicos ha cambiado gracias al proceso de emancipación católica, se dice que la Iglesia católica no aspira a recuperar la abadía de Westminster y se habla de una Iglesia católica próxima a los pobres. Se vendieron 30 000 ejemplares la primera semana de su publicación y el Times y otros periódicos lo publicaron íntegramente.
El 14 de junio de 1851 Wiseman ordenó sacerdote católico al converso Henry Edward Manning.
Del 6 al 17 de julio de 1852 presidió en la capilla del colegio de Oscott el primer sínodo de la provincia eclesiástica de Westminster. Su acto más significativo fue el sermón que predicó John Henry Newman el 13 de julio, donde se hablaba de la segunda primavera que estaban viviendo, al recuperar aquello de lo que habían sido desposeídos.
En octubre de 1853 fue a Roma para acelerar la aprobación pontificia de las decisiones del sínodo. Fue nombrado nuevo prefecto de la Congregación de Propaganda. Permaneció en Roma hasta finales de marzo de 1854.
En 1854 su hermano James murió en Bélgica dejando una viuda y una hija, que debieron ser asistidas económicamente por Wiseman. Por otro lado, su hermana Frasquita, viuda, le pidió ayuda para que su hijo estudiase en Inglaterra. El cardenal decidió mandarlo al colegio de Oscott a cuenta de su propio dinero.
El 8 de diciembre de 1854 fue a Roma para estar presente, junto con otros cardenales, obispos y arzobispos, en la solemne proclamación del dogma de la Inmaculada Concepción.
En 1855 publicó su conocida novela Fabiola, o la Iglesia de las catacumbas. Comenzó a escribirla en otoño de 1853, estando en Roma, y la terminó en septiembre de 1854. La idea original de Wiseman fue que esta obra fuese el primer volumen de una serie de literatura católica llamada Biblioteca católica popular. En la novela aparece el monte Porzio, donde está la residencia rural del padre de Fabiola. Que un cardenal escribiera una novela era rompedor, ya que  hasta mediados del siglo XX este género literario era considerado peligroso para la moral cristiana. La novela Fabiola fue muy pronto traducida a los principales idiomas y leída por jóvenes y mayores como la historia ejemplar de los primeros mártires cristianos.
En julio de 1855 tuvo lugar un segundo sínodo provincial de Westminster.
En 1855 Wiseman consiguió que el papa nombrase a Errington, que llevaba casi cinco años de obispo de Plymouth, como arzobispo coadjutor de Westminster, para ayudarle en sus tareas.
Wiseman aconsejó a Manning que fundase en Londres la Congregación de los Oblatos de San Carlos Borromeo, compuesta de sacerdotes seculares que podrían dedicarse a dar misiones a multitudes de las grandes ciudades para llevarlos a la Iglesia católica. En 1857 estableció esta congregación en la iglesia de Bayswater. Pío IX, que estimaba mucho a Manning, le nombró canónigo y preboste del cabildo metropolitano de Westminster, lo que fue acogido por Wiseman con agrado.
Errington aspiraba a suceder a Wiseman como arzobispo de Westminster y eso le llevará a enfrentarse con Manning, que podría disputarle el cargo.
En 1858 publicó Recuerdos de los últimos cuatro papas. Su origen está en una serie de conferencias que dio en Londres sobre la situación en Roma durante los años que vivió allí. El libro tuvo dos contestaciones críticas. La primera de ellas fue el libro Mis recuerdos de los últimos cuatro papas, una respuesta al doctor Wiseman, del italiano Alessandro Gavazi, un sacerdote que dejó el ministerio. La segunda fue un artículo en junio del canónigo Mark Tierney en Rambler.
Su preocupación por los pobres lo llevó a animar a las comunidades religiosas femeninas no contemplativas a instalarse en Londres y otras ciudades inglesas para que ayudasen a los más desfavorecidos. También fue el primero en abrir un reformatorio en Inglaterra para atender a jóvenes delincuentes y convenció a una comunidad cisterciense para que abriera un reformatorio junto a su monasterio. También recibió fondos del Estado para abrir centros de formación profesional, aunque ello implicaba que debían ser revisados por las autoridades educativas.
En 1858 visitó Irlanda acompañado por monseñor George Talbot. Allí fue aclamado por los irlandeses en todos los lugares que visitó. Dio conferencias y retiros espirituales, a base de los cuales se elaboró un libro de 400 páginas. Una de estas conferencias fue en el Trinity College de Dublín. También aprovechó para visitar Waterford.
En julio de 1859 tuvo lugar un tercer sínodo de la provincia eclesiástica de Westminster. Ese año, fue nombrado miembro de la Orden de San Jenaro.
En 1861 Wiseman fundó en Londres una academia católica.
Los avances de la Iglesia católica desde que Wiseman llegó a Londres en 1847 hasta 1862 fueron patentes. Se pasó de 31 templos a 80, 58 sacerdotes a 184 y 2 congregaciones de religiosos varones a 13. También se fundaron en este periodo un hospital católico, dos residencias para mayores, orfanatos, escuelas profesionales y reformatorios.
El 8 de junio de 1862 estuvo en Roma, junto con muchos otros prelados, con motivo de la canonización de los mártires de Japón. Antes de marchar, Wiseman y los otros obispos ingleses fueron recibidos por el papa, que les dijo que olvidasen las disputas internas.
En el verano de 1863 participó en un congreso celebrado en Malinas para discutir la relación entre fe y cultura. En agosto también participó en un congreso internacional de Malinas para revisar la situación de la Iglesia católica en diversos países. Wiseman trató entonces el tema de Inglaterra.
Wiseman no estuvo de acuerdo con la teoría de la evolución de Charles Darwin. Dijo que ninguno de los esqueletos desenterrados probaba nada. Que aquello eran horribles monos y no nuestros progenitores y que prefería remontar su genealogía a Adán.
Wiseman murió a las 8 de la mañana del 15 de febrero de 1865. En el libro de George Ward Memoria de Su Eminencia el Cardenal Wiseman se narran las honras fúnebres que se le hicieron en Londres. La misa de réquiem tuvo lugar el 23 de febrero en la iglesia de Santa María de Moorfields. Después, el cuerpo fue trasladado entre una multitud 11 kilómetros hasta el cementerio de Kensal Green. La mayor parte de las tiendas que había en el camino cerraron en señal de duelo. El Times londinense dijo que desde la muerte del duque de Wellington no se había visto una muestra tan multitudinaria de duelo nacional.
La noticia de su muerte llegó a Sevilla el 18 de febrero. El cabildo catedralicio y el cabildo municipal se pusieron de acuerdo para celebrar juntos sus honras fúnebres. El 20 de febrero tuvo lugar una misa de réquiem en la catedral, en presencia de las autoridades de la ciudad. Tras el deceso, la Universidad de Sevilla encargó un retrato de Wiseman a Eduardo Cano. Se desconoce qué modelo utilizó el artista para pintarlo.
También se celebraron honras fúnebres por Wiseman en la iglesia del Gesù de Roma, organizadas por el Colegio Inglés, a las que asistieron cardenales, obispos y representantes de las órdenes religiosas que el cardenal había favorecido a lo largo de su vida.

## Obras
Entre sus obras más importantes están las siguientes:
- Horae Syriacae (1827)
- Conferencias sobre las principales doctrinas y prácticas de la Iglesia católica (1836)
- Doce conferencias sobre la conexión entre ciencia y religión revelada (1836). Hay una traducción al español, publicada en Madrid en 1844, con el título Discursos sobre las relaciones que existen entre la ciencia y la religión revelada.
- La presencia real del cuerpo y la sangre de Nuestro Señor Jesucristo en la Sagrada Eucaristía, probada con la Escritura (1839)
- Una apelación a la razón y a los buenos sentimientos del pueblo inglés sobre el tema de la jerarquía católica (1850)
- Fabiola, o la Iglesia de las catacumbas (1855). En España ha tenido varias ediciones, contándose entre las más recientes: 
  - Fabiola, Bibliotheca Homo Legens, 2007. ISBN 978-84-935182-9-5
  - Fabiola, Perea Ediciones , 1995. ISBN 84-7729-164-0
  - Fabiola, Yerico, S.A., 1990. ISBN 84-7889-054-8
  - Fabiola, Ediciones Gaviota, S.L., 1989. ISBN 84-392-8238-9
- Recuerdos de los últimos cuatro papas y de la Roma de sus tiempos (1858)